# 織田秀孝
織田 秀孝（おだ ひでたか）は、戦国時代の武将。織田氏の家臣。織田信秀の子。通称は喜六郎。

## 生涯
織田信秀の子として誕生する。八男であるとされるが、織田信包より年長とされる説もあり、この場合は五男とされる。織田信長の実弟にあたることから、生母は信秀正室の土田御前とみられ、同腹の兄弟には信長、信行がいることになる（『信長公記』は信行の実弟と明記している）。また、お市、織田信包ともまた同腹だったともされるが確かではない。
『信長公記』によると、弘治元年6月26日（1555年7月24日）に、庄内川付近の松川の渡しという場所で叔父にあたる守山城主・織田信次によって無礼討ちにあい死去した。これは信次が家臣らを連れて川狩りに興じていたところ、秀孝が供回りもつけずに単騎で乗馬通行をしたため、信次の家臣・洲賀才蔵によって、領主の前で下馬せずに通り過ぎようとする不届き者と誤解され、射殺された。
信次は射殺された人物を見て、はじめて秀孝の身元に気づき、主家である信長の報復を恐れて逐電した（『信長公記』）。信長は単騎で信次の領内を通行していた秀孝自身にも咎はあるとし、その罪を許している。一方で、同じく秀孝の次兄・信行はただちに末森城から兵を起こし、信次旧臣の籠もる守山城下を焼き払う報復を行っているが、このため信長も兵を出し、信行が出した柴田勝家らの軍勢を追い払った。
享年は不明だが、『信長公記』には死亡時の年齢を（当時一般的だった数え年では）15歳から16歳ほどであったとしているから、満年齢で14歳から15歳だったということになる。

## 人物像
秀孝は色白で気品に満ちた顔と体つきであったと伝わる。『信長公記』では「齢15、6にして、御膚は白粉の如く、たんくわんのくちびる、柔和なすがた、容顔美麗、人にすぐれていつくしきとも、中々たとへにも及び難き御方様なり」と秀孝の美男子ぶりを伝えている。秀孝は織田家の美形の血筋をよく受け継いでいたようである。